# Grauballemannen

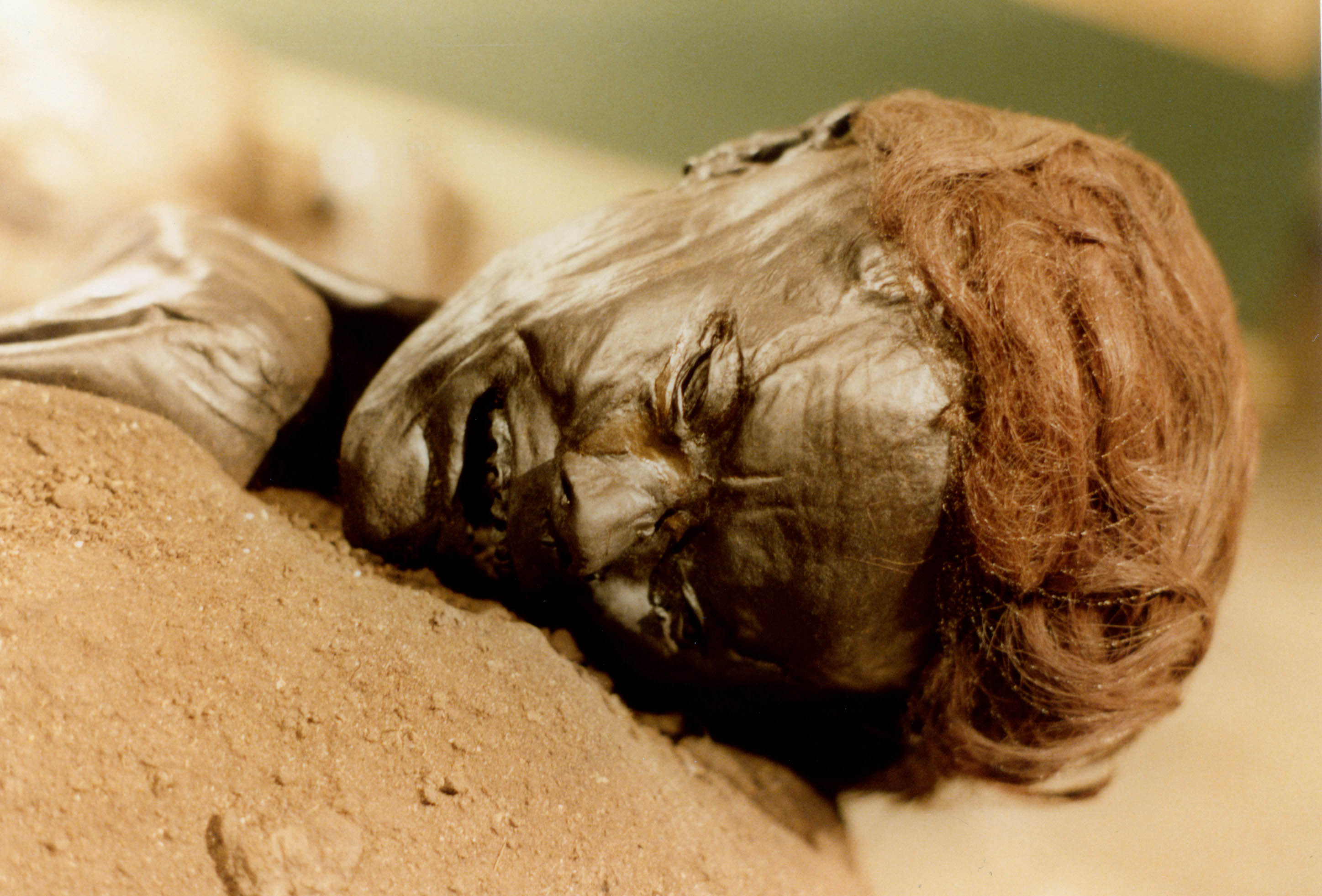
Grauballemannen.

Grauballemannen är ett mosslik från Jylland, Danmark.
Liket påträffades i Nebel mosse vid Silkeborg under torvgrävning den 26 april 1952. Kroppen, som är mycket välbevarad, är något deformerad på grund av jordtrycket. Mannen var vid sin död omkring 30 år gammal och han hade en längd på 175 cm. Han har blivit dödad med ett snitt genom halsen från öra till öra.
En datering av liket genom så kallad C14-datering visar att mannen dött under perioden 375–255 f.Kr. Det röda håret är inte någon naturlig färg utan ett resultat av mossvattnets missfärgning.
Grauballemannen ligger i dag på Moesgård Museum nära Århus i Danmark.

## Bilder

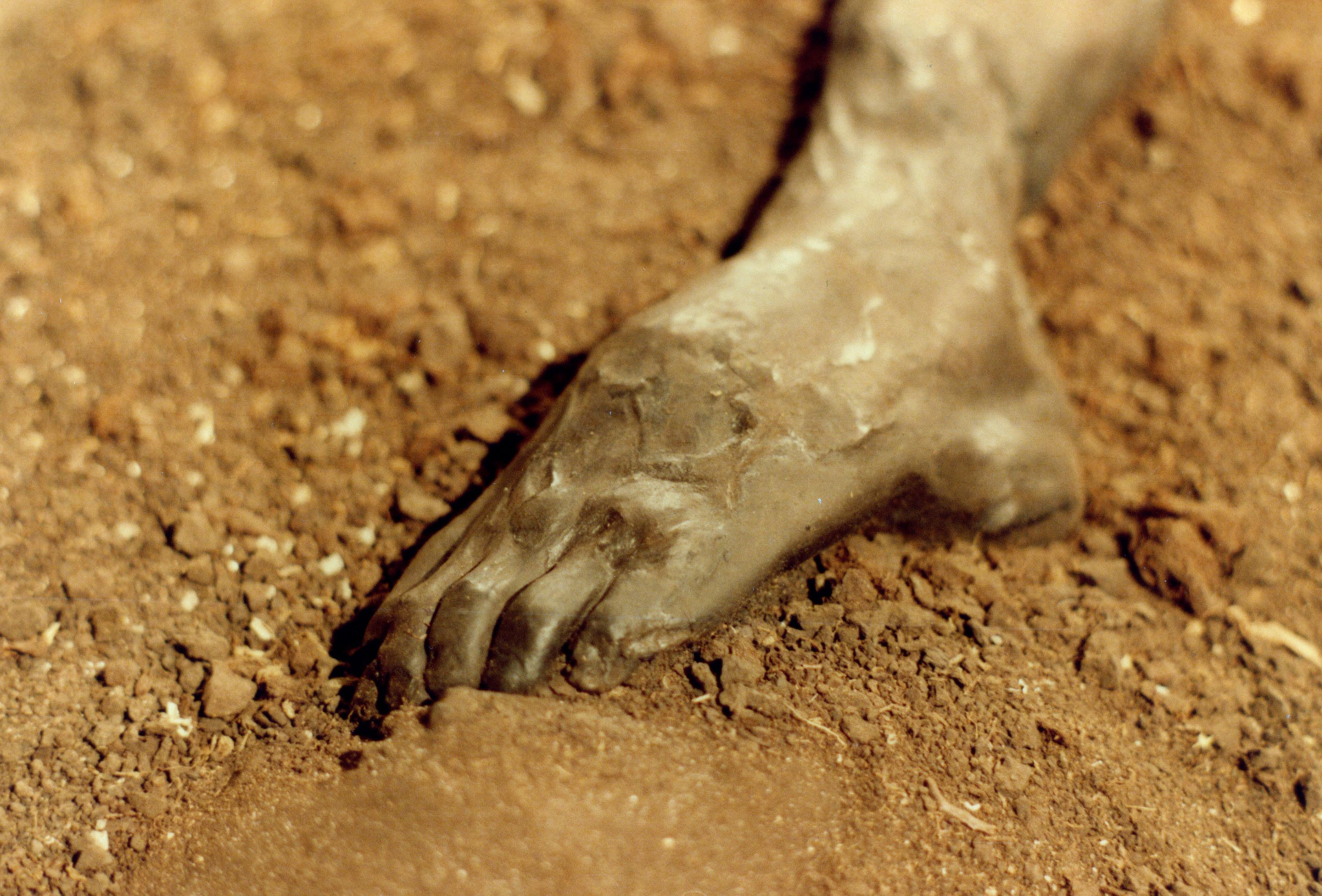
Grauballemannen.
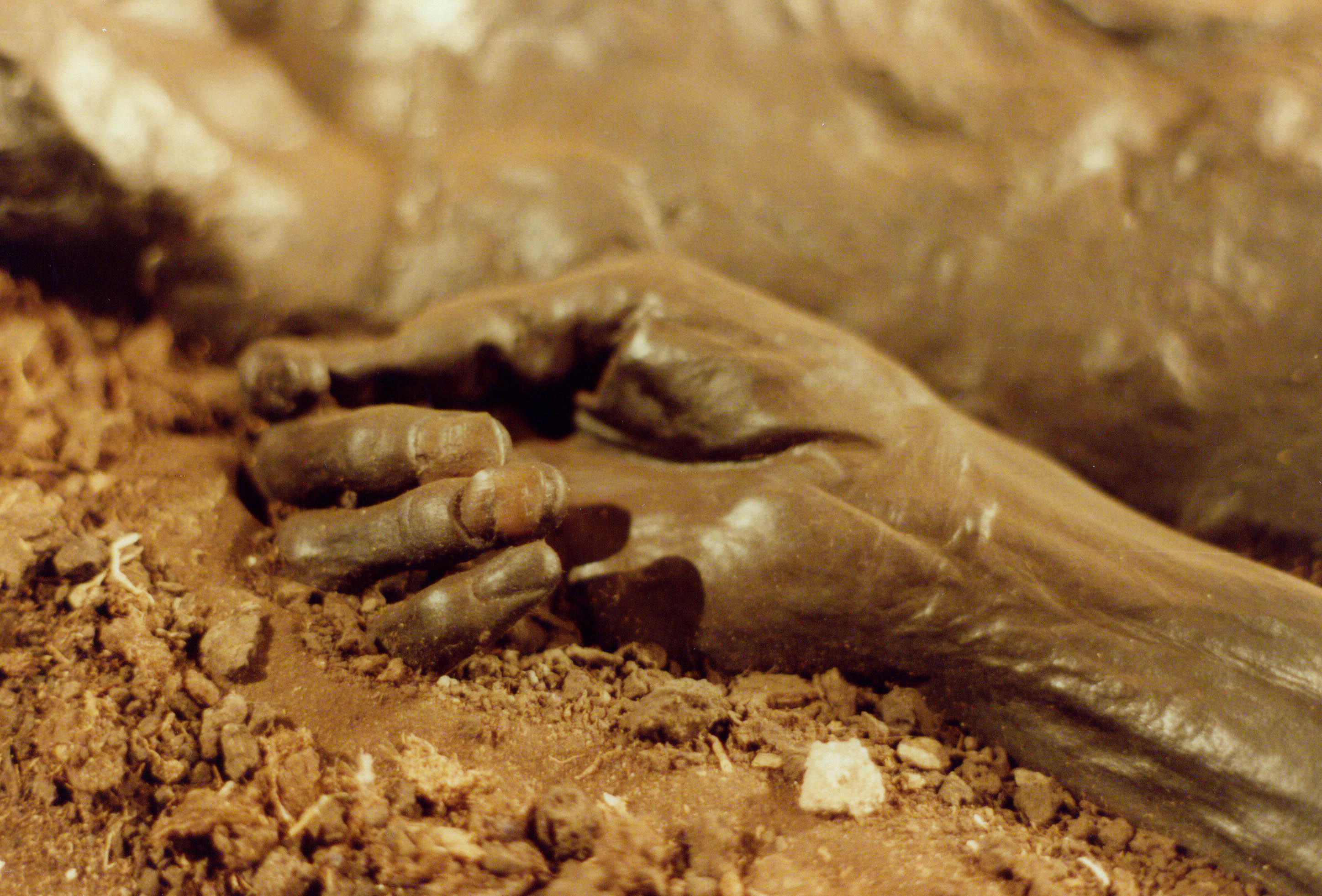
Grauballemannen.